# Siodło (Pieniny)
Siodło – znajdująca się na wysokości ok. 955 m n.p.m. niewielka płaśń pod północną ścianą Trzech Koron w Pieninach. Na niektórych mapach zaznaczana jest jako przełęcz. W punkcie tym sprzedawane są w sezonie turystycznym bilety wstępu na platformę widokową na Okrąglicę – najwyższy szczyt Trzech Koron (982 m). Bilety, w tym samym dniu, upoważniają również do wstępu na Sokolicę – drugi co do atrakcyjności widokowej szczyt Pienin. Na platformie widokowej mieści się jednak tylko 15 osób i w sezonie, przy dobrej pogodzie tworzą się duże kolejki. Samo podejście na Okrąglicę trwa 15 min i prowadzi sztucznie wykonaną galerią, a następnie metalowymi schodami. Platforma i podejście ubezpieczone jest balustradą.
Na skalistej płaśni Siodła miejsca jest niewiele i jest ono całkowicie zacienione. Pod dużymi drzewami znajduje się niewielka budka pracownika Pienińskiego Parku Narodowego sprzedającego bilety i estetycznie wykonane tablice dydaktyczne. 7 lipca 2002 r. w jedno z drzew uderzył piorun. Jak zwykle w lipcu czekała tu na wejście na szczyt grupka kilkudziesięciu turystów. Pięciu z nich zostało porażonych. Zabrał ich śmigłowiec TOPR wezwany przez pracownika; wszyscy wyszli z wypadku szczęśliwie.
Znajduje się w Pienińskim Parku Narodowym w granicach wsi Sromowce Niżne w województwie małopolskim, w powiecie nowotarskim, w gminie Czorsztyn.

## Szlaki turystyczne
– ze Szczawnicy przez przeprawę promową Nowy Przewóz, Sokolicę, Czertezik, Czerteż, Bajków Groń, Zamkową Górę, Ostry Wierch i Siodło na Trzy Korony. Przejście zajmuje ok. 4 h. Powrót możliwy krótszą trasą przez przełęcz Szopkę.